# Нераидохори (дем Пили)
Нераидохори (на гръцки: Νεραϊδοχώρι) е село в Пинд, дем Пили на област Тесалия. населението му е 324 души според преброяването от 2001 г. Нераидохори се намира на южните склонове на Нераида.

## География
Селото отстои на 50 km от Трикала - по пътя за Арта. Намира се на 5 km от популярния ски-курорт Пертули, който е в съседния масив на Козяк.

## История
Селото е старо, като има две версии за възникването му във връзка с името му – през 6-7 век по време на т.нар. славянско заселване на Балканите или през 13-14 век.
Старото име на селото е Ветерник. Гръцката статистика брои селото за армънско.
В селото има запазени четири църкви посветени на Свети Николай, Пророк Илия, Света Петка и Свети Панталеймон.

## Личности
- Христодулос Хадзипетрос (1794 - 1869), гръцки революционер и политик